# انتشارات اوسپری
انتشارات اوسپری (انگلیسی: Osprey Publishing) یک شرکت انتشاراتی است که در خصوص تاریخ نظامی کتاب منتشر می‌کند.